# Makiko Furukawa
Makiko Furukawa (em japonês:  古川 牧子; Inzai, 22 de janeiro de 1947) é uma ex-jogadora de voleibol do Japão que competiu nos Jogos Olímpicos de 1968 e 1972.
Em 1968, ela fez parte da equipe japonesa que conquistou a medalha de prata no torneio olímpico. Quatro anos depois, ela participou de cinco jogos e ganhou a segunda medalha de prata com o conjunto japonês no campeonato olímpico de 1972.